# Апостольская префектура Туньси
Апостольский префектура Туньси (лат. Apostolica Praefectura Tunkiensis) — апостольская префектура Римско-Католической церкви с центром в городе Туньси, Китай. Апостольская префектура туньси распространяет свобю юрисдикцию на часть провинции Аньхой. Апостольская префектура Туньси подчиняется непосредственно Святому Престолу.

## История
22 февраля 1937 года Римский папа Пий XI издал буллу Supremum Nostrum, которой учредил апостольскую префектуру Туньси, выделив её из апостольского викариата Уху (сегодня - Епархия Уху).

## Ординарии апостольской префектуры
- священник José Fogued y Gil (1937 — 1954);
  - Sede vacante — с 1954 года по настоящее время.

## Источник
- Annuario Pontificio, Libreria Editrice Vaticana, Città del Vaticano, 2003, ISBN 88-209-7422-3
- Булла Supremum Nostrum, AAS 29 (1937), стр. 293  (лат.)